# Xã Center, Quận Polk, Arkansas
Xã Center (tiếng Anh: Center Township) là một xã thuộc quận Polk, tiểu bang Arkansas, Hoa Kỳ. Năm 2010, dân số của xã này là 7.255 người.